# Aimery II de Lusignan
Pour les articles homonymes, voir Amaury II et Amaury.
Aimery II de Lusignan, nommé souvent par erreur Amaury, est né dans le Poitou avant 1152 (peut-être vers 1147) et décède à Saint-Jean-d'Acre le 1er avril 1205. Cadet de la turbulente famille de Lusignan, il quitte la France avec deux de ses frères pour la Terre sainte et y fait fortune.
D’abord chambellan du royaume de Jérusalem de 1175 à 1178, puis connétable  de 1181 à 1194, Aimery succède à son frère aîné Geoffroy de Lusignan, retourné en France, comme comte de Jaffa et d'Ascalon (1193-1198). Il succède aussi en 1194 à son frère cadet Guy de Lusignan, décédé, comme seigneur de Chypre. Il est sacré roi de Chypre en 1197 et devient roi de Jérusalem de 1198 à 1205 par son mariage avec Isabelle de Jérusalem,.

## Biographie

### Famille
Aimery est le cinquième fils de Hugues VIII (v. 1097-ap. 1171), seigneur de Lusignan (1151-1171) et de Bourgogne de Rancon (av. 1112-ap. 11 avril 1169).
Aimery a pour frères Geoffroy Ier de Lusignan (av. 1150-1216), seigneur de Vouvant (1169-1216), Mervent (av. 1200-1216), comte de Jaffa et d'Ascalon (1191-1192), et Guy de Lusignan (av. 1153-1194), qui devient par mariage roi de Jérusalem (1186-1192). Les frères Lusignan s'illustrent en Terre Sainte et apportent un immense prestige à l'ensemble du groupe familial en raison des hauts faits d'armes de Geoffroy et par l'accession à la royauté de Guy.

#### Branche cadette
Aimery II est le fondateur de la branche cadette de Chypre de la maison de Lusignan.
Par la suite, la branche aînée des seigneurs de Lusignan du Poitou n'entretient pas de relations avec la branche cadette de Chypre. Ses neveux : Hugues IX le Brun (av. 1151-1219), comte de la Marche (1199-1219) et Raoul Ier d'Exoudun (v. 1169-1219), comte d'Eu (1191-1219) accèdent au rang comtal à la fin du XIIe siècle.

#### Anthroponyme
Aimery porte le prénom de son grand-oncle maternel, Aimery III de Rancon, seigneur de Taillebourg (1090-1122).

### Jeunesse
Aimery apparaît dans un document de juin 1168 de l'évêque de Poitiers, Jean Belles-mains. Il participe, avec les membres sa famille à la révolte féodale contre Henri II Plantagenêt en Poitou. Peu après, il part en Terre sainte rejoindre son père Hugues VIII, accompagnés de ses frères Pierre et Guy de Lusignan chassés d'Aquitaine après leur révolte de 1168.

### Terre Sainte
Amaury Ier de Jérusalem achète la liberté d'Aimery de Lusignan qui est libéré des geôles sarrasines de Damas en 1173 ou en 1174. Vaillant soldat, mais aussi politique calculateur et avisé, il s’insinue dans les bonnes grâces de la reine mère Agnès de Courtenay et en devient le favori. Des rumeurs en font l’amant de cette dernière, mais aucune source ne confirme cette éventualité. Aimery par la suite gagne la confiance du roi Baudouin IV le Lépreux qui le nomme chambellan de Jérusalem et le marie, avant 1176, avec Echive d'Ibelin, fille du seigneur de Ramla et d’Ibelin. Amaury devient ainsi le beau-frère des seigneurs de Mirabel, de Ramla et d'Ibelin et s'insère dans la noblesse des seigneurs du royaume.
À partir de 1180, Sibylle de Jérusalem, sœur et héritière du roi Baudouin le Lépreux, est toujours veuve de Guillaume de Montferrat. Il n'est pas impossible qu'Aimery ait fait preuve de stratégie politique en soumettant la candidature de son frère Guy auprès de la reine-mère, Agnès de Courtenay, et de Sibylle. Quoi qu'il en soit, Baudouin IV, pressé, et craignant un coup d'État de la part de Raymond III de Tripoli et de Bohémond d'Antioche, consent à cette union,,. Guy épouse Sibylle, pendant les fêtes de Pâques, entre le 14 et le 20 avril 1180 à Jérusalem, et est investi par le roi des comtés de Jaffa et d’Ascalon,.
En 1181, le roi Baudouin IV nomme Aimery de Lusignan connétable du royaume,. Aimery participe en 1183 à la bataille d'Al-Fule aux côtés de son frère. Son détachement subit une charge des troupes musulmanes, mais il y résiste. Ce sera une des seules actions de la bataille, car les barons repoussent les provocations de Saladin et évitent de charger son armée, ce qui aurait pu provoquer un désastre comme celui de Hattin. Guy de Lusignan, qui commandait l'ost royal, est disgracié, mais Aimery conserve sa charge de connétable.

#### Guy, roi de Jérusalem
Après les morts de Baudouin IV, puis de son neveu Baudouin V,, Guy et Sibylle montent sur le trône. Moins d'un an plus tard, Saladin envahit le royaume et écrase l'armée franque à Hattin. La plupart des barons, dont Guy et Aimery sont capturés et Saladin conquiert la plus grande partie du royaume, à l'exception de Tyr, défendue par Conrad de Montferrat. Guy de Lusignan décide avec quelques chevaliers de reprendre la ville de Saint-Jean-d’Acre et l’assiège le 22 août 1189. Aimery et Guy sont rejoints par leur frère Geoffroy, combattant intrépide et renommé, venu d'Europe avec un contingent important de soldats poitevins, et par Conrad de Montferrat qui met ainsi de côté sa rivalité avec Guy. 
La troisième croisade arrive alors en Terre Sainte commandée par les rois Philippe II Auguste de France et Richard Cœur de Lion d’Angleterre. Les croisés débarquent à Acre et viennent renforcer les forces des assiégeants et permettent la reprise de différentes villes, dont Saint-Jean-d'Acre le 12 juillet 1191. Cependant, les barons refusent que Guy reste roi et choisissent Conrad de Montferrat. Guy de Lusignan reçoit de Richard Cœur de Lion l'île de Chypre,,.
Conrad de Montferrat est assassiné peu après et Henri II de Champagne lui succède comme roi de Jérusalem. Guy de Lusignan ne renonce pas à son ancien royaume et tente à plusieurs reprises de reprendre des ports de Palestine, à tel point qu'Henri de Champagne oblige Aimery de Lusignan à renoncer à la charge de connétable en 1193. 
Guy s'installe à Chypre emmenant avec lui un grand nombre de seigneurs Francs qui avaient perdu leurs fiefs en Palestine. En septembre 1192, Aimery, accusé d'avoir soutenu un complot visant Henri II de Champagne, est emprisonné puis libéré rapidement. Il rejoint son frère Guy à Chypre. Guy de Lusignan meurt en avril 1194, léguant Chypre à son frère aîné Geoffroy. Ce dernier retourné en Poitou décline l'offre. Aimery de Lusignan est désigné à la succession,,,.

### Seigneur puis roi de Chypre
Aimery se met à organiser son nouvel État, chose que son frère n'avait eu ni l'envie de faire, ni le temps. Il commence par redistribuer les terres et domaines que son frère avaient imprudemment donné aux nobles, afin de constituer un domaine royal capable d'assurer les revenus nécessaires à la cour. Un chroniqueur arabe le qualifie de prince sage et ami du repos. Il est considéré comme le véritable fondateur du royaume de Chypre. Il obtint du pape la création d'un archevêché à Nicosie et de trois évêchés à Paphos, Limassol et Famagouste.
Puis, il se préoccupe du statut juridique de Chypre. En effet, Guy de Lusignan avait conservé son titre royal, et l'on peut affirmer qu'il est roi à Chypre. Aimery, en lui succédant ne pouvait pas prétendre au titre royal et se contente du titre de seigneur de Chypre. Il se tourne alors vers le pape et l'empereur pour clarifier ce point. L'empereur Henri VI le fait roi de Chypre en octobre 1195. Conrad de Querfurt, évêque de Hildesheim et vicaire impérial, vient alors le couronner en janvier 1197 à Nicosie. Parallèlement, Henri II de Champagne et Aimery de Lusignan mettent fin à leur antagonisme, qui risque de faire le jeu des Ayyoubides, et fiancent respectivement leurs trois enfants.

### Roi consort de Jérusalem

Les États latins d'Orient
(1196-1205).

Le 10 septembre 1197, Henri II de Champagne tombe accidentellement d’une fenêtre de son palais à Saint-Jean-d’Acre et meurt sur le coup. Peu après, le sultan Malik al'Adil, frère de Saladin, reprend Jaffa. La succession à la titulature de Jérusalem se pose. Les barons, après avoir hésité sur Raoul de Saint-Omer, prince de Tibériade, renoncent à cette possibilité et offrent la couronne à Aimery de Lusignan. Veuf d’Echive d’Ibelin depuis 1196, il épouse Isabelle de Jérusalem en secondes noces. Dès son accession au trône de Jérusalem en janvier 1198 sous le nom d'Aimery II de Jérusalem, il déclare qu’il n’opérera pas à une union des deux royaumes et que chacun restera autonome. Il est vrai que la monarchie de Chypre est héréditaire et souveraine, tandis que celle de Jérusalem est élective et limitée.
Ne pouvant reprendre Jaffa, Aimery convoque l’ost et s’attaque à Sidon et à Beyrouth, qu’il reprend en octobre 1197, après avoir repoussé l’armée ayyoubide le 23 octobre 1197. Sidon est rendue à son seigneur Renaud Granier et Beyrouth est donné à Jean d’Ibelin, le demi-frère de la reine. Cette armée de croisés allemands, conduite par Henri Ier de Brabant, tente d’assiéger Toron, dans l’arrière-pays, mais échoue ; Malik al’Adil ayant envoyé une armée de secours. Elle rembarque en mars 1198, quand quatre chevaliers allemands agressent et blessent grièvement Aimery avant d’être maîtrisés, jugés et décapités. Aimery accuse Raoul de Saint-Omer d’être l’instigateur de la tentative de meurtre, mais les barons le soutiennent et Raoul finit par être exilé. La croisade d’Allemands avait manqué de rallumer le jihad de la part des musulmans, mais Aimery parvient à conclure une trêve le 1er juillet 1198. Al’Adil en profite pour réunifier l’empire de Saladin en écartant ses neveux, tandis qu’Aimery tente d’imposer une autorité forte dans son royaume en tentant de combler les lacunes des Assises de Jérusalem, mais l’opposition des barons, remontés par l’exil de Raoul de Saint-Omer, fait échouer ce projet.
Comme la troisième croisade, n’a pas réussi à reprendre Jérusalem aux Ayyoubides, le pape Innocent III décide en 1198 de prêcher une nouvelle croisade. De nombreux nobles européens se croisent et choisissent comme chef Thibaut III de Champagne, qui meurt le 24 mai 1201, puis Boniface de Montferrat. Mais comme les croisés ne disposent pas assez d’argent pour payer le passage aux Vénitiens, ces derniers leur proposent de prendre pour leur compte la ville hongroise de Zara, qui les concurrence économiquement. Le prince Alexis Ange leur propose ensuite de le rétablir sur le trône byzantin en échange du règlement de la dette aux Vénitiens et détourne ainsi la croisade sur Constantinople. De toute cette croisade, il n’arrive en Syrie que quelques croisés qui avaient décidé de venir sans utiliser les navires vénitiens, ainsi que quelques croisés qui avaient quitté le gros de l’expédition, estimant infamant d’attaquer d’autres chrétiens.
Comme il ne dispose pas de forces suffisantes, Aimery reconduit la trêve avec Al-`Adil espérant que les croisés, après avoir conquis Constantinople, finissent par arriver en Palestine. Après une révolte des Grecs, qui n’acceptent pas le protectorat latin, les croisés reprennent Constantinople en 1204 et y établissent un empire latin, réduisant à néant les espoirs d’Aimery de voir venir l’armée croisée. La paix qu’il conclut en septembre avec Al-`Adil lui permet de récupérer les villes de Ramla, Jaffa et Lydda.

### Décès et succession
Aimery II de Lusignan meurt le 1er avril 1205, suivi par son épouse Isabelle en 1206. Son fils Hugues Ier lui succède à Chypre, sous la régence de Gautier de Montbéliard, tandis que sa belle-fille Marie de Montferrat, fille de Conrad de Montferrat et d’Isabelle lui succède à Jérusalem, sous la régence de Jean d’Ibelin.

## Mariages et descendance

### Echive d'Ibelin
Aimery épouse en premières noces, vers 1175, Echive d'Ibelin (v. 1150-1196/97), fille de Baudouin d'Ibelin (1133-1187), seigneur de Mirabel et de Ramla, et de Richilde de Bethsan.
Echive donne naissance à, :
- Guy de Lusignan (ap. 1175-av. 1205), sénéchal de Chypre, fiancé à Agnès de Courtenay (v. 1175-ap. 1200), fille de Joscelin III de Courtenay (1135-1200), comte titulaire d'Edesse et sénéchal du royaume de Jérusalem (1176-1190) ; puis à Marie de Champagne-Jérusalem, fille d'Henri II de Champagne et d'Isabelle de Jérusalem ;
- Jean de Lusignan (ap. 1175-av. 1205), fiancé à Alix de Champagne-Jérusalem, sœur de Marie ;
- Alix de Lusignan (ap. 1175-av. 1205) ;
- Bourgogne de Lusignan (av. 1180-1210), mariée à Raymond VI (1156-1222), comte de Melgueil et de Toulouse, puis à Gautier de Montbéliard (♰ 1212), régent du royaume de Chypre (1205-1210) ; postérité ;
- Hugues Ier de Lusignan (1182-10 janv. 1218), roi de Chypre (1205-1218). Il est fiancé à Philippa de Champagne (sœur des précédentes), puis marié à Alix de Champagne-Jérusalem (v. 1195-1274), régente de Jérusalem (1243-1274) ; d'où :
  - Marie de Lusignan (av. 1215-1251/53), mariée à Gautier IV de Brienne (1205-1246), comte de Brienne (1205-1246) et de Jaffa (1221-1246) ;
  - Henri Ier de Lusignan dit le Gros (3 mars 1217-18 janv. 1253), roi de Chypre (1218-1253).
  - Isabelle de Lusignan (1218-ap. 1264), régente de Chypre et de Jérusalem (1261-1264), mariée à Henri de Poitiers-Antioche (♰ 1276) ; dont :
    - Hugues III de Lusignan (1235-1284), régent de Chypre et de Jérusalem (1261-1267), roi de Chypre (1267-1284), prétendant au trône de Jérusalem en 1268.
- Héloïse de Lusignan (av. 1193-v.1219), mariée à Eudes de Dampierre, puis à Raymond-Roupen d'Antioche (1198-1222), prince d'Antioche (1216-1219) ; postérité ;

### Isabelle de Jérusalem
Veuf, Aimery se remarie en janvier 1198 avec Isabelle de Jérusalem (1169-1205), reine de Jérusalem (1192-1205), veuve d'Henri II de Champagne 1166-1197) comte de Champagne (1181-1197). Elle est la fille du roi Amaury Ier et de Marie Comnène. Le couple a pour descendance :
- Sibylle de Lusignan (1199/1200 - ap. 1225), mariée avec postérité à Léon II (v. 1150-1219), prince (1187-1199), puis roi d’Arménie (1199-1219) ;
- Aimery de Lusignan (v. 1200-2 fév. 1205) ;
- Mélisende de Lusignan (ap. 1200-ap. 24 mai 1249), qui épouse Bohémond IV  le Borgne (1173-1233), comte de Tripoli (1189-1233), prince d’Antioche (1201-1233) ; ils ont :
  - Marie d'Antioche (♰ ap. 1307) qui prétend aussi au trône de Jérusalem en 1268.

## Sceau
Avers : Rond,,,.

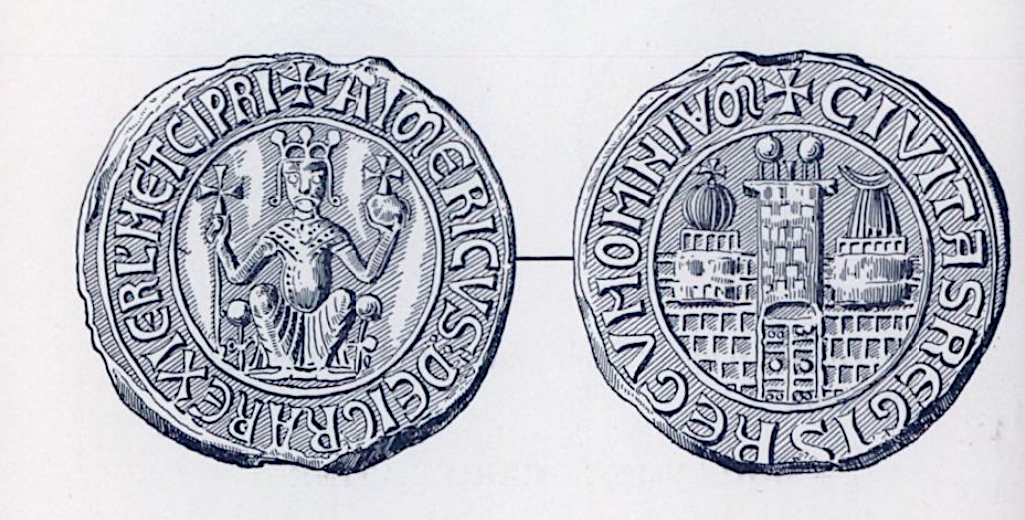
Bulle avers & revers d'Aimery II de Lusignan, roi de Jérusalem et de Chypre.

Description : Le roi couronné, assis de face sur un trône. Il tient à main droite le sceptre et de la main gauche le globe crucigère.
Légende : ✠ AIMERICVS ⠅DEI GRA REX IERL'M ET CIPRI
Légende transcrite : Aimericus Dei gratia rex Ierusalem et Cipri
Légende traduite : Aimery, par la grâce de Dieu roi de Jérusalem et de Chypre.
Contre-sceau : Rond,,,.
Description : Château à trois tours (celle du milieu plus haute est surmontée d'un croissant flanqué de deux coupoles ; une des tours est surmontée d'une coupole supportant une croix, l'autre d'un croissant) représentant trois monuments principaux de Jérusalem: l’église du Saint-Sépulcre, la tour de David et le dôme du rocher.
Légende : ✠ CIVITAS REGIS REGVM OMNIVM
Légende transcrite : Civitas Regis Regum omnium
Légende traduite : La ville du roi de tous les rois.

## Sources et bibliographie

### Sources sigillographiques
- Gustave Schlumberger, « Quelques sceaux de l'orient latin au moyen âge », Mémoires de la Société nationale des antiquaires de France, 7e série, t. 4, Paris, C. Klincksiek, 1903, p. 253-273. [lire en ligne]
- SIGILLA : base numérique des sceaux conservés en France, « Amaury II de Lusignan », https://sigilla.irht.cnrs.fr/, Université de Poitiers. [lire en ligne]